# Stazione di Castegnato
La stazione di Castegnato è una stazione ferroviaria della linea Brescia-Iseo-Edolo a servizio dell'omonimo comune. Si trova in via Roma a poca distanza dal municipio e dal centro storico del paese.

## Storia
Essa fu aperta al servizio pubblico il 22 giugno 1885, il giorno dopo l'inaugurazione della ferrovia Brescia-Monterotondo-Iseo. Poco prima dell'inizio dei lavori di costruzione del secondo lotto della linea ferroviaria, tra il 1882 e il 1883, i comuni di Ome, Rodengo e Paderno chiesero che la stazione fosse posizionata in località Paradello, allo scopo di servire meglio anche questi tre abitati, ma la proposta fu rigettata dalla Società italiana per le strade ferrate meridionali.
Tra il 15 giugno 2008 e il 12 giugno 2010, la stazione fu capolinea del servizio regionale denominato S/, con corse a cadenza oraria che collegavano il paese franciacortino al capoluogo.
A maggio 2023 iniziarono i lavori di sistemazione del piano binari della stazione, in accordo con il potenziamento delle infrastrutture per la mobilità del quadrante a nordovest della città di Brescia.

## Strutture e impianti
Il fabbricato viaggiatori si presenta nello stile architettonico previsto dalle stazioni della vecchia Brescia-Iseo di cui, fra l'altro, è l'unica che risulta ancora attiva, essendo state dismesse quelle di Passirano Superiore e di Provaglio Superiore. Al piano terra, si trovano il locale impianti, la sala d'attesa e la sala un tempo riservata alla biglietteria, mentre al piano superiore era presente l'appartamento dell'assuntore.
La stazione è dotata anche del fabbricato dei servizi igienici, situato a breve distanza da quello viaggiatori.
Prima dell'inizio dei lavori di sistemazione del piazzale del 2023, esso era composto da due binari: oltre a quello di corsa, era presente un altro di raddoppio lungo 172 m. L'accesso all'utenza era garantito da due marciapiedi con attraversamenti a raso. In passato era presente un tronchino, lato Iseo a fianco del primo binario, dotato di piano caricatore e destinato al servizio merci, a testimonianza del quale, al 2023, rimase il paraurti in cemento. L'area dello scalo merci è stata convertita a parcheggio a servizio della stazione.
Presso la sala d'attesa è presente una sezione staccata della biblioteca comunale.

## Movimento
La stazione è servita dai treni regionali (R) in servizio sulle relazioni Brescia-Iseo e Brescia-Breno/Edolo, eserciti da Trenord nell'ambito del contratto di servizio stipulato con la Regione Lombardia.

## Servizi
- Sala d'attesa
- Biglietteria automatica